# The Long Run (노래)
"The Long Run" 은 돈 헨리, 글렌 프레이가 작곡하고 이글스가 녹음한 노래이다. 이글스의 6번째 음반인 The Long Run의 타이틀곡이며, 1979년 11월 싱글로 발매되었다. 이 노래의 가사는 이글스가 해체되어가고있는 상황임에도 불구하고 글렌 프레이와 돈 헨리의 끈끈한 관계를 표현한 것으로 평가되었다. 1980년 초 미국 빌보드 핫 100에서 8위를 하였다. 이 곡은 빌보드 핫 100에서 1위를 차지한 Heartache Tonight에 이은 The Long Run에서 싱글로 발매된 3개의 곡 중에서 2번째 곡이며, 또다른 싱글인 I Can't Tell You Why 역시 1980년 봄 빌보드 핫 100에서 8위를 차지하였다.

## 세션 구성
- 돈 헨리: 리드 보컬, 드럼
- 글렌 프레이: 리듬 기타, 백 보컬
- 조 월시: 슬라이드 기타, 백 보컬
- 돈 펠더: 슬라이드 기타, 오르간, 백 보컬
- 티모시 B. 슈미트: 베이스 기타, 백 보컬

## 차트 기록
| 차트 (1979/1980년)       | 최고 순위 |
| ------------------------ | --------- |
| 미국 빌보드 핫 100       | 8         |
| 캐나다 RPM 톱 싱글       | 9         |
| 캐나다 RPM 성인 재생목록 | 9         |
| 뉴질랜드 싱글 차트       | 30        |
| 영국 싱글 차트           | 66        |